# Francesco Buhagiar
Francesco Buhagiar (* 7. September 1876 in Qrendi, Malta; † 27. Juni 1934 in San Ġiljan, Malta) war ein maltesischer Richter und ehemaliger Premierminister.
Das Studium der Rechtswissenschaften an der Royal University of Malta schloss er 1901 ab, promovierte zum Doctor of Laws und arbeitete anschließend als Rechtsanwalt. Als solcher wurde er bald zu einem anerkannten Fachmann für Zivil- und Handelsrecht.
Nach der Einführung des Selbstverwaltungsrechts wurde Buhagiar 1921 und 1924 als Vertreter der „Unione Popolare Maltese“ (UPM) in die Gesetzgebende Versammlung gewählt. Am 13. Oktober 1922 wurde er als Nachfolger von Alfredo Caruana Gatto zum Justizminister im Kabinett von Joseph Howard ernannt.
Genau ein Jahr später, am 13. Oktober 1923, wurde er als Nachfolger von Howard zum zweiten Premierminister Maltas ernannt. Nach dem Scheitern der Koalition zwischen der UPM und der Labour Party am 2. Januar 1924 bildete er eine Minderheitsregierung bis zur Auflösung des Parlaments im April 1924. In dieser Zeit war er unter anderem auch noch Finanzminister sowie Minister für die Häfen. Selbst als die UPM aus der Parlamentswahl im Juni 1924 nur mit 10 Mandaten in der Gesetzgebenden Versammlung hervorging, wurde Buhagiar mit der Bildung der Regierung beauftragt. Von Juni bis zum 22. September 1924 war er erneut Premierminister einer Minderheitsregierung.
Am 22. September 1924 trat er als Premierminister zurück und wurde von Ugo Pasquale Mifsud abgelöst. Anschließend war er bis zu seinem Tod Richter am Obersten Gericht von Malta.
Beigesetzt wurde er auf dem Addolorata Cemetery in Paola.